# Lucjan Tatomir
Lucjan Tatomir herbu Sas (ur. 1836 we Lwowie, zm. 14 czerwca 1901 tamże) – polski nauczyciel, pedagog, publicysta, autor podręczników polskich do historii i geografii.

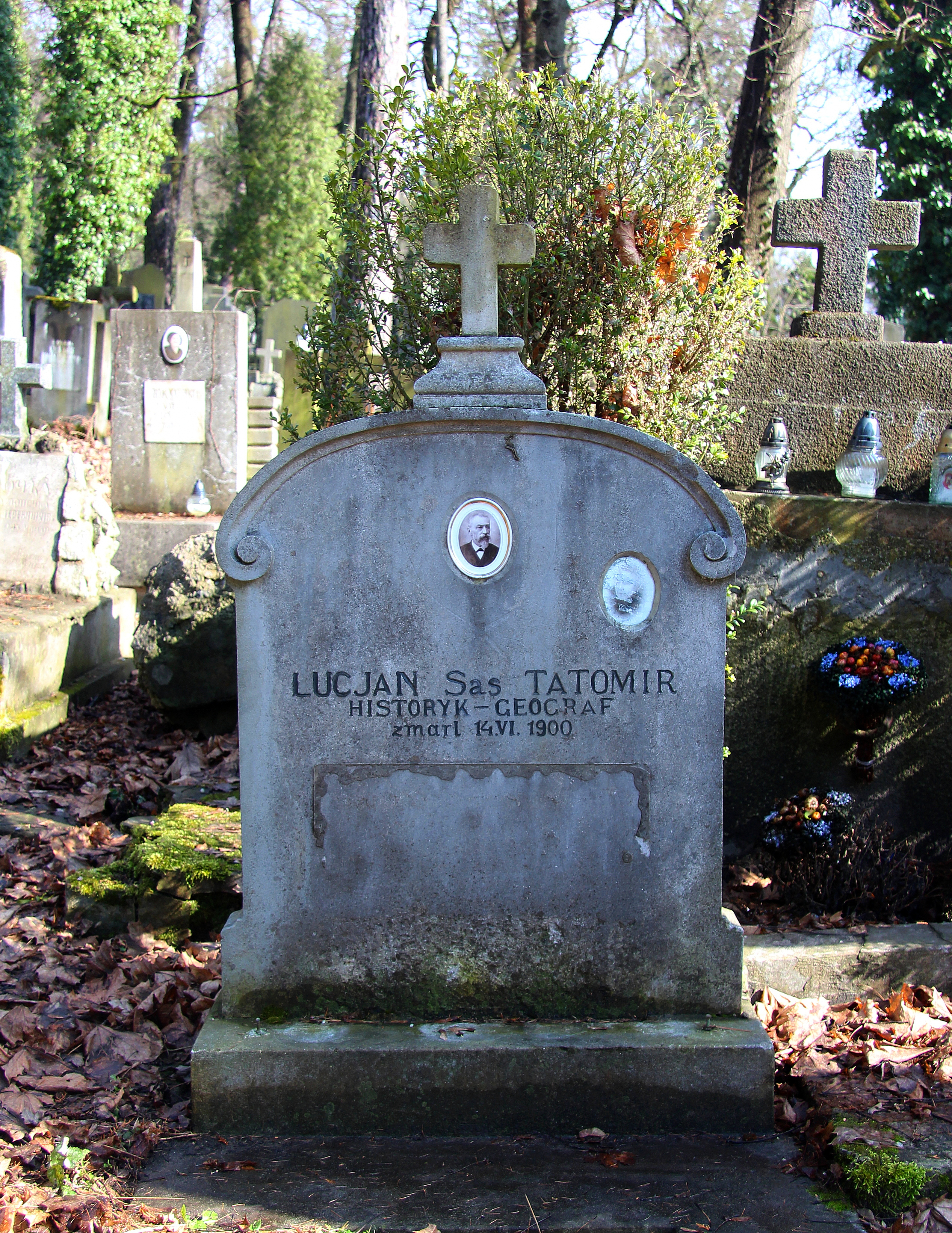
Nagrobek Lucjana Tatomira

## Życiorys
Działał w organizacji powstania styczniowego 1863 i był za to więziony. Był we Lwowie nauczycielem. Sprawował stanowisko dyrektora seminarium nauczycielskiego męskiego we Lwowie. Od 1900 przebywał na urlopie. Zamieszkiwał przy ulicy Zofii 10. Zmarł po długiej chorobie 14 czerwca 1901. Został pochowany na Cmentarzu Łyczakowskim we Lwowie 16 czerwca 1901.

## Twórczość
Oprócz dziełka "Mieszczanin krakowski w XIV w." (Lwów, 1861) wydał "Skarbniczkę dziejów i rzeczy polskich", zawierającą w sobie starannie opracowane części:
- "Geografja Polski" (Lwów, 1863),
- "Geografja Galicji" (1864), i
- "Dzieje Polski" (tom 1., 1866; cz. 1 tomu 2. 1872 i 1879)[1].

Ostatnie to dzieło (niedokończone) jest jednym z najlepszych opracowanych w tych czasach podręczników historii Polski. W 1863 redagował krótko (ukazały się tylko trzy zeszyty) we Lwowie czasopismo "Mieszczanin polski".
Wydał tom XVI i następne od roku 1894 "Akt Grodzkich i Ziemskich" z fundacji hrabiego A. Stadnickiego.
Był także autorem następujących podręczników:
- "Geografja ogólna i statystyczna dawnej Polski" (1868),
- "O królu Kazimierzu Wielkim" (1868)[4],
- "Przegląd najnowszych podróży i odkryć geograficznych" (1869)[5],
- "Obrazki geograficzne" (1877)[6],
- "Ferje alpejskie. Wspomnienia miejsc i ludzi" (1882),
- "Obrazek z dziejów apostolstwa niemieckiego u Słowian nadłabskich w X wieku" (1883)[7],
- "Ślady króla Jana III w kraju naszym" (1883)[8],
- "Jan Kochanowski z Czarnolasu" (1883),
- "Król i marszałek, trzy chwile z życia Jana Sobieskiego" (1883)[9].

Wraz z K. Benonim napisał:
- "Krótki rys geografji do użytku szkolnego" (1881),
- "Jan Kochanowski, opowiadanie z XVI wieku" (1884),
- "Król Kazimierz Wielki i Mikołaj Wierzynek" (1888).